# خوزه مانوئل روخاس
خوزه مانوئل روخاس (اسپانیایی: José Manuel Rojas‎؛ زاده ۲۳ ژوئن ۱۹۸۳) یک بازیکن فوتبال اهل شیلی است.

## تیم ملی
وی همچنین در تیم ملی فوتبال شیلی بازی کرده است.